# دافيد أسيفيدو
دافيد أسيفيدو (بالإسبانية: David Acevedo)‏ (مواليد 20 فبراير 1937) هو لاعب كرة قدم. لعب مع منتخب الأرجنتين لكرة القدم. سبق له أن لعب في كأس العالم لكرة القدم مع منتخب بلاده.

## روابط خارجية
- دافيد أسيفيدو على موقع الاتحاد الدولي (مؤرشف)  (الإنجليزية)
- دافيد أسيفيدو على موقع الاتحاد الأوربي (الإنجليزية)
- دافيد أسيفيدو على موقع قاعدة بيانات كرة القدم.إي يو (الإنجليزية)
- دافيد أسيفيدو على موقع ناشيونال فوتبول تيمز (الإنجليزية)
- دافيد أسيفيدو على موقع عالم كرة القدم.نت (الإنجليزية)